# آشیلتا
آشیلتا (به لاتین: Ashilta) یک منطقهٔ مسکونی در روسیه است که در داغستان واقع شده‌است.